# 귀신사
귀신사(歸信寺)는 대한민국 전북특별자치도 김제시 금산면 청도리 모악산 북쪽 자락에 있는 사찰이다. 금산사의 말사로, 676년(신라 문무왕 16)에 신라 고승 의상(義湘) 대사가 창건하였다고도 하나, 599년(백제 법왕 1)에 백제 왕실에서 원당(願堂)으로 창건하였다는 설도 있다.

## 문화재
귀신사에 관련된 문화재로는 다음의 것들이 있다.
- 김제 귀신사 대적광전 - 보물 제826호
- 김제 귀신사 소조비로자나삼불좌상 - 보물 제1516호
- 귀신사석탑 - 전라북도 지방유형문화재 제62호
- 귀신사부도 - 전라북도 지방유형문화재 제63호
- 귀신사석수 - 전라북도 지방유형문화재 제64호

## 같이 보기
- 금산사
- 모악산 도립공원
- 양귀자 작가의 이상문학상 수상작 '숨은꽃'이란 작품이 이 귀신사를 배경으로 쓰여졌음. 작중 화자는 귀신사에서 일하는 김종구라는 인물을 통해 새로운 가치관을 발견하게 됨.